# Okręgowe rozgrywki w piłce nożnej woj. olsztyńskiego (1961/1962)
Drużyny z województwa olsztyńskiego występujące w ligach centralnych i makroregionalnych:
- I liga – brak
- II liga – brak

Rozgrywki okręgowe:
- III liga okręgowa (III poziom rozgrywkowy)
- klasa A - 2 grupy (IV poziom rozgrywkowy)
- klasa B - 2 grupy (V poziom rozgrywkowy)
- klasa C(LZS) - podział na grupy (VI poziom rozgrywkowy)

Od tego sezonu klasa C przeszła pod patronat LZS.

## III liga okręgowa
| Poz. | Klub                         | M  | Pkt. |
| ---- | ---------------------------- | -- | ---- |
| 1    | Granica Kętrzyn (b)          | 18 | 29   |
| 2    | Grunwald/Gwardia Olsztyn     | 18 | 23   |
| 3    | Warmia Olsztyn               | 18 | 22   |
| 4    | Huragan Morąg                | 18 | 20   |
| 5    | Zatoka Braniewo              | 18 | 19   |
| 6    | Grunwald Ostróda             | 18 | 18   |
| 7    | Vęgoria Węgorzewo            | 18 | 18   |
| 8    | Victoria Bartoszyce          | 18 | 16   |
| 9    | Podchorążak/Gwardia Szczytno | 18 | 9    |
| 10   | OKS/Stomil Olsztyn (b)       | 18 | 6    |

- Granica Kętrzyn nie awansowała do II ligi

## Klasa A

### grupa I
| Poz. | Klub                       | M  | Pkt. |
| ---- | -------------------------- | -- | ---- |
| 1    | Polonia Lidzbark Warmiński | 14 | 22   |
| 2    | Tęcza Biskupiec            | 14 | 21   |
| 3    | Orzeł Kętrzyn              | 14 | 16   |
| 4    | Olimpia Olsztynek          | 14 | 15   |
| 5    | Mazur Pisz                 | 14 | 13   |
| 6    | Warmia II Olsztyn          | 14 | 9    |
| 7    | Stal Giżycko               | 14 | 8    |
| 8    | Mazury Mrągowo             | 14 | 8    |

- Orzeł Kętrzyn wycofał się po sezonie

### grupa II
| Poz. | Klub                         | M  | Pkt. |
| ---- | ---------------------------- | -- | ---- |
| 1    | Sokół Ostróda (s)            | 14 | 25   |
| 2    | Jeziorak Iława (s)           | 14 | 24   |
| 3    | Grunwald II Ostróda          | 14 | 18   |
| 4    | Zatoka II Braniewo           | 14 | 16   |
| 5    | Start Działdowo              | 14 | 12   |
| 6    | Drwęca Nowe Miasto Lubawskie | 14 | 10   |
| 7    | Huragan II Morąg             | 14 | 5    |
| 8    | Wel Lidzbark Welski          | 14 | 2    |

- Zatoka II Braniewo wycofała się po sezonie

## Klasa B
- grupa I - awans: Orlęta Reszel, Sokół II Ostróda
- grupa II - awans: Radar Bemowo Piskie, Granica II Kętrzyn